# Melitaea pontifex
Melitaea pontifex är en fjärilsart som beskrevs av Felix Bryk 1940. Melitaea pontifex ingår i släktet Melitaea och familjen praktfjärilar. Inga underarter finns listade i Catalogue of Life.